# Zdzisław Steusing
Zdzisław Karol Julian Steusing (ur. 27 maja 1883 w Stanisławowie, zm. 24 lipca 1952 we Wrocławiu) – polski lekarz, bakteriolog, specjalista w dziedzinie higieny, profesor Uniwersytetu Jana Kazimierza we Lwowie i Uniwersytetu Wrocławskiego.

## Życiorys
Urodził się 27 maja 1883 w Stanisławowie, w rodzinie Jana i Adeli z Deyczakowskich. Uczęszczał do gimnazjum w Stanisławowie, naukę ukończył we Lwowie. Studia na Wydziale Lekarskim Uniwersytetu Jana Kazimierza ukończył 30 czerwca 1910. Po ukończeniu studiów, pracował jako asystent w Katedrze Chemii tej uczelni, a potem w Katedrze Higieny i Bakteriologii. Mając trzydzieści lat został mianowany profesorem nadzwyczajnym. Wykładał też na Politechnice Lwowskiej (higienę i pierwszą pomoc w nagłych wypadkach) oraz w  Studium Pracy Społecznej we Lwowie.
W latach 1914–1918 służył w cesarskiej i królewskiej Armii. Na stopień lekarza pukowego rezerwy (niem. Regimentsarzt) został mianowany ze starszeństwem z 1 stycznia 1917. Był przydzielony do c. i k. Pułku Ułanów Nr 4. W latach 1918–1920 w Wojsku Polskim. Na podstawie rozkazu Departamentu Sanitarnego Ministerstwa Spraw Wojskowych z 26 sierpnia 1919 został zwolniony z wojska na skutek reklamacji Uniwersytetu Lwowskiego. W styczniu 1920 został ponownie powołany do czynnej służby wojskowej i przydzielony do laboratorium higieniczno-bakteriologicznego nr 1 we Lwowie na stanowisko wykładowcy kursów dla lekarzy wojskowych i medyków. 6 sierpnia 1920 został zatwierdzony z dniem 1 kwietnia 1920 w stopniu majora lekarza, w Korpusie Lekarskim, w grupie oficerów byłej armii austro-węgierskiej. Pełnił wówczas służbę w Dowództwie Okręgu Generalnego Łódź.
Od lipca 1923 profesor zwyczajny. Zastępca przewodniczącego Komisji egzaminacyjnej dla nauczycieli szkół średnich. W latach 1925–1928 był redaktorem naczelnym czasopisma „Higjena Ciała i Sport”. Członek Towarzystwa Lekarskiego Lwowskiego i Towarzystwa Higienicznego.
W okresie okupacji był we Lwowie współpracownikiem profesora Rudolfa Weigla, twórcy szczepionki na dur brzuszny.
Po II wojnie światowej przeprowadził się do Wrocławia. Organizował tam Zakład Higieny Uniwersytetu Wrocławskiego i otrzymał tytuł profesora zwyczajnego. W 1951 wydał podręcznik Higiena.
W 1915 ożenił się z Zofią Fleischman, z którą miał syna Andrzeja (zimą 1936/1937 tragicznie zmarłego pod lawiną na stoku breskulskim (Zaroślaka) w masywie Howerli).

## Ordery i odznaczenia
- Krzyż Rycerski Orderu Franciszka Józefa z dekoracją wojenną[6]
- Brązowy Medal Zasługi Wojskowej na wstążce Krzyża Zasługi Wojskowej[6]
- Złoty Krzyż Zasługi Cywilnej z Koroną na wstążce Medalu Waleczności[6]